# Olivier Rolin
Olivier Rolin (* 17. Mai 1947 in Boulogne-Billancourt, Département Hauts-de-Seine, Frankreich) ist ein französischer Autor.

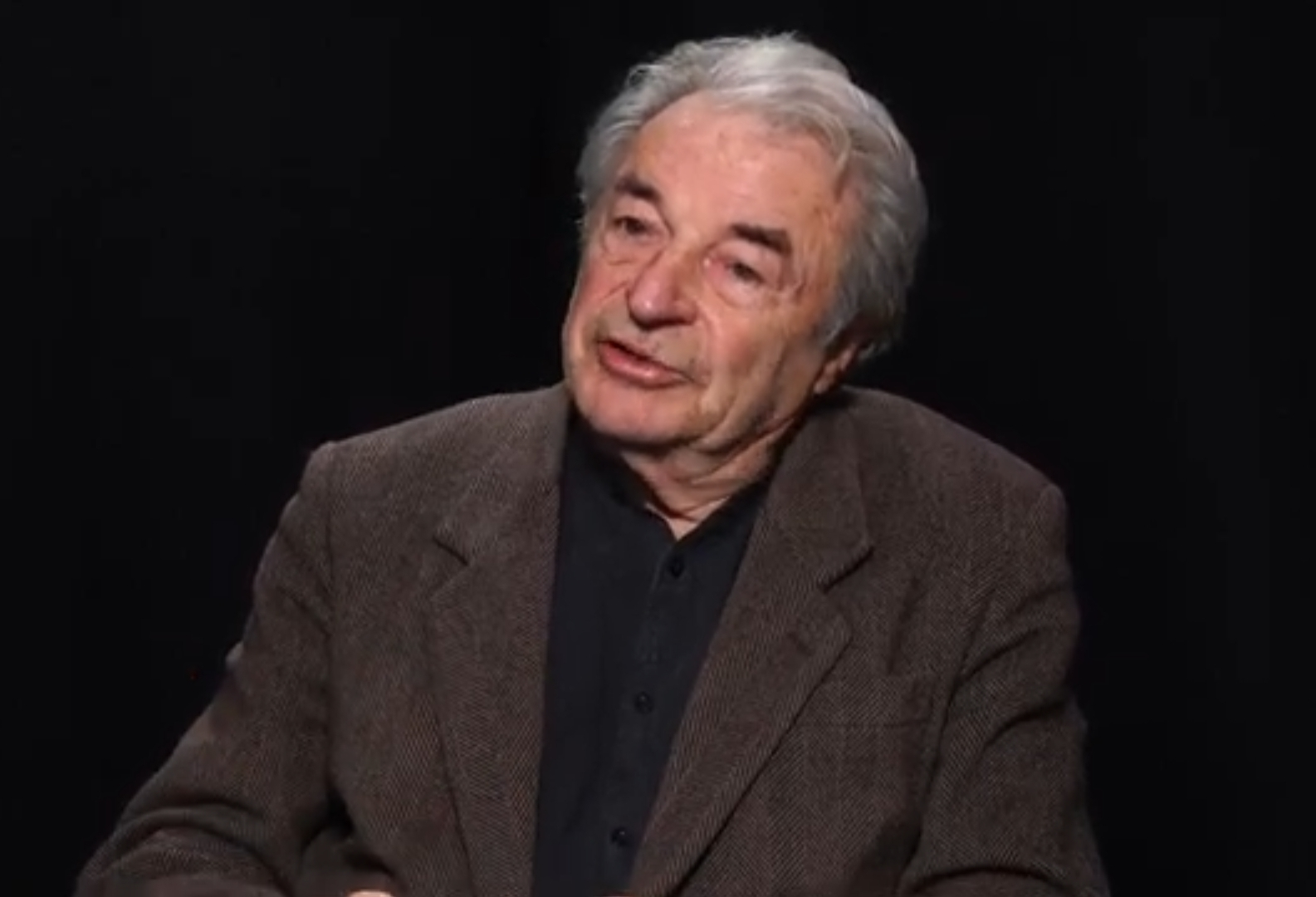
Olivier Rolin (2024)

## Leben
Olivier Rolin verbrachte seine Kindheit im Senegal. Er besuchte das Lycée Louis-le-Grand in Paris. Seinen Abschluss an der Pariser École normale supérieure machte er in den Fächern Philosophie und Literatur.
Im Mai 1968 war Olivier Rolin wie sein zwei Jahre jüngerer Bruder Jean Rolin Mitglied der maoistischen  Proletarischen Linken, der Gauche prolétarienne (GP). Er war Mitglied des militärischen Zweigs der GP, der Nouvelle résistance populaire (NRP), die sich auf den revolutionären Kampf vorbereitete. Da die GP sich nicht auf eine gewaltsame Aktion, die von der NRP vorgeschlagen wurde, einließ, blieb diese friedlich bis zum Zusammenbruch der Gauche prolétarienne im Jahre 1975.
Nach ausgedehnten weltweiten Reisen veröffentlichte Rolin ab Mitte der 1980er Jahre Romane und geographiebezogene Bücher, die zum Teil preisgekrönt wurden. Für die Tageszeitungen Libération und Le Nouvel Observateur schrieb er gelegentlich als freier Autor. Seit einigen Jahren schreibt er bisweilen für die Zeitschrift Le Meilleur des mondes.
Rolin war einige Zeit mit der Sängerin Jane Birkin liiert. Er lebt in Paris und arbeitet für das Pariser Verlagshaus Éditions du Seuil.

## Preise und Auszeichnungen
- 1994: Prix Femina für den Roman Port-Soudan.
- 2003: Prix France Culture für Tigre en papier.

## Werke
Romane
- Phénomène futur. Éditions du Seuil, Paris 1983
- Bar des flots noirs. Seuil, Paris 1987
- L'Invention du monde. Seuil, Paris 1993
- Port-Soudan. Seuil, Paris 1994 ISBN 2-02-022098-9
- Méroé. Seuil, Paris 1998
  - Übers. Jürgen Ritte: Meroe. Roman. Berlin Verlag, 2002 ISBN 3-8270-0436-5; wieder Liebeskind Verlag, 2017
- Tigre en papier. Seuil, Paris 2002
  - Übers. Sabine Herting: Die Papiertiger von Paris. Roman. Blessing, München 2003 ISBN 3-89667-236-3
- Un chasseur de lions. Seuil, Paris 2008
  - Übers. Doris Heinemann: Ein Löwenjäger. Roman. Berlin Verlag, 2013 ISBN 978-3-8270-1051-3[1]
- Le Météorologue. Seuil, Paris 2014 (über den russischen Meteorologen Alexei Wangenheim).
  - Übers. Holger Fock, Sabine Müller: Der Meteorologe. Liebeskind, München 2015 ISBN 978-3-95438-049-7
- mit Érik Desmazières: Á y regarder de prés. Seuil, Paris 2015 ISBN 978-2-02-128283-2

Geographische Werke
- En Russie. Éd. Quai Voltaire, Paris 1987
- Bakou, derniers jours. Seuil, Paris 2010 ISBN 978-2-02-100017-7
  - Übers. Holger Fock, Sabine Müller: Letzte Tage in Baku. Bericht. Liebeskind, München 2013 ISBN 978-3-95438-023-7
- Sibérie. Éditions Inculte, Paris 2011 ISBN 978-2-916940-51-9
- Solovki, la bibliothèque perdue, mit Fotos von Jean-Luc Bertini. Éd. Le Bec en l’air, 2014